# Atlantis High
Atlantic High är en nyzeeländsk TV-serie, producerad av Cloud9 från 2001-2002. 
I rollerna finns bland andra Michael Wesley-Smith och Laura Wilson.